# Nostalghia
Nostalghia (in russo Ностальгия?, Nostal’gija) è un film italo-sovietico del 1983 diretto da Andrej Tarkovskij. 
Vinse il Grand Prix du cinéma de création al festival di Cannes di quell'anno, ex æquo con L'Argent di Robert Bresson.

## Trama
Un poeta sovietico, Andrej Gorčakov, è in Italia per scrivere la biografia di un compositore russo del XVIII secolo, Andrej Sosnovskij. Insieme a lui è la sua interprete, la bella e irrequieta Eugenia. Durante una tappa a Bagno Vignoni, Gorčakov conosce il vecchio Domenico, un uomo ritenuto da tutti matto perché, vari anni prima, è rimasto rinchiuso in casa per 7 anni con la sua famiglia in attesa della fine del mondo. Gorčakov è attratto dall’uomo e va a trovarlo. Durante il lungo dialogo fra i due, Domenico affida a Gorčakov la missione di compiere in sua vece un rito salvifico: attraversare con una candela accesa la piscina di acque termali di Bagno Vignoni.
Domenico parte poi per Roma dove, nella piazza del Campidoglio e sulla statua dell'imperatore Marco Aurelio, tiene un lungo discorso davanti a un pubblico di “matti”, al termine del quale si suicida dandosi fuoco. Gorčakov, dopo una sosta meditativa nella chiesa sommersa di San Vittorino, decide di compiere la missione affidatagli da Domenico. Quando, dopo due tentativi falliti, riesce finalmente a giungere sul lato opposto della piscina e deporvi la candela accesa, viene colpito da un attacco cardiaco. La "nostalgia" da cui deriva il titolo è quella del poeta espatriato, ma anche quella dei vari personaggi che cercano di superare la propria alienazione spirituale e ricucire la propria separazione fisica dalle altre persone.

## Produzione

### Riprese
Nel film troviamo delle immagini del paesaggio toscano e sabino. Una ricerca svolta nei mesi di ottobre e novembre 2015 (gli stessi in cui, nel 1982, fu girato il film) ha consentito di identificare tutti i luoghi delle riprese. I principali fra essi sono:
- Cripta della chiesa di San Pietro a Tuscania (sequenza della Madonna del Parto)
- Bagno Vignoni (primo incontro fra Gorčakov e Domenico e altre sequenze)
- Badia di Santa Maria della Gloria ad Anagni (casale in cui vive Domenico al presente)
- Piazza della Collegiata a Faleria (casa “della fine del mondo”)
- Calcata (conclusione del dialogo fra Gorčakov e Domenico)
- Chiesa di Santa Maria in Vittorino vicino Cittaducale (la chiesa sommersa)
- Vicolo della Campanella a Roma (il vicolo del sogno di Gorčakov)
- Ansa del Tevere vicino Otricoli (luogo della casa russa di Gorčakov)
- Abbazia di San Galgano (finale)
- Palazzo Caffarelli in via dei Condotti a Roma

Da segnalare anche il documentario realizzato tra il 2012 e il 2014 da un blogger torinese su alcuni dei luoghi in cui il film è stato girato. Qui la chiesa di Santa Maria in Vittorino è ancora in uno stato più simile a quello che si vede nel film (nel 2015 il tetto era già completamente collassato e la chiesa era maggiormente avvolta dalla vegetazione).

## Riconoscimenti
- Festival di Cannes 1983
  - Miglior regista